# Крашний Врх
Крашний Врх (словен. Krašnji Vrh) — поселення в общині Метлика, регіон Південно-Східна Словенія, Словенія.